# Атаян, Аршак Геворгевич
Аршак Геворгевич Атаян (арм. Արշակ Աթայան; 20 июня 1877, Мецтаглар — 19 августа 1938) — армянский советский поэт, прозаик, драматург, переводчик и общественный деятель. Член Союза писателей СССР (с 1935) .

## Биография
Учился в Геворкской духовной семинарии в Вагаршапате, Тифлисе и Шуше. Служил в царской армии (1898—1902). В 1903—1904 годах работал корректором в редакции тифлисского журнала «Молот». А 1904—1907 годах учительствовал. Занимался статистикой армянских сёл близ Сельмаса, собирал и записывал народные песни и фольклор.
В 1907—1911 годах преподавал в школах Нор-Джуга в Иране, руководил Исфаханским отделением Русско-персидского банка. С 1922 года жил в Советской Армении.
Преподавал в Ереване, Ленинакане, Степанакерте. Работал ответственным секретарём газеты «Советская Армения».
В 1935 году был принят в Союз писателей СССР.
Репрессирован и расстрелян в 1938 году. Реабилитирован посмертно в 1955 году.
Отец художника Армена Атаяна (1922—2021) и Роберта Атаяна (1915—1994), музыковеда, композитора, заслуженного артиста Армянской ССР.

## Творчество
Дебютировал, как поэт в 1895 году.
Автор нескольких драматических пьес, в том числе «Давид Сасунский», поставленной на сцене в Тегеране в 1926 году, затем в Александраполе (ныне Гюмри).
Переводил на армянский язык произведения Лермонтова, Л. Толстого, Гоголя, Л. Андреева, E. Ярославского, Е. Хазина, Омара Хаяма и других. Первым перевёл М. Горького на армянский язык («Сердце Данко»).

## Избранная библиография
- Поэзия, Баку , 1897
- Иран, 1898
- Эмоция (сатирический роман), Баку, 1898
- Долина любви, Тифлис, 1904
- Пролог, Тегеран, 1905
- Салмаст, Нор-Джуга, 1906
- Из теории фольклора, Нор-Джуга, 1907
- Советская Социалистическая Республика Армения и её правительство, Нор-Джуга, 1922
- Давид Сасунский (драма из пяти актов), 1925